# Golden State Warriors 1973-1974
La stagione 1973-74 dei Golden State Warriors fu la 25ª nella NBA per la franchigia.
I Golden State Warriors arrivarono secondi nella Pacific Division della Western Conference con un record di 44-38, non qualificandosi per i play-off.

## Risultati
| Squadra                | V  | P  | %    | GB |
| ---------------------- | -- | -- | ---- | -- |
| Los Angeles Lakers     | 47 | 35 | 57,3 | -  |
| Golden State Warriors  | 44 | 38 | 53,7 | 3  |
| Seattle SuperSonics    | 36 | 46 | 43,9 | 11 |
| Phoenix Suns           | 30 | 52 | 36,6 | 17 |
| Portland Trail Blazers | 27 | 55 | 32,9 | 20 |

## Roster
| N° | Naz.                   | Ruolo | Sportivo          | Anno | Alt. | Peso \|\| |
| -- | ---------------------- | ----- | ----------------- | ---- | ---- | --------- |
| 10 | Stati Uniti (bandiera) | G     | Charles Johnson   | 1949 | 183  | 77        |
| 21 | Stati Uniti (bandiera) | G     | Butch Beard       | 1947 | 191  | 84        |
| 23 | Stati Uniti (bandiera) | GA    | Jeff Mullins      | 1942 | 193  | 86        |
| 24 | Stati Uniti (bandiera) | A     | Rick Barry        | 1944 | 201  | 93        |
| 25 | Stati Uniti (bandiera) | GA    | Jim Barnett       | 1944 | 193  | 77        |
| 31 | Stati Uniti (bandiera) | GA    | Joe Ellis         | 1944 | 198  | 79        |
| 32 | Stati Uniti (bandiera) | GA    | Cazzie Russell    | 1944 | 196  | 99        |
| 40 | Stati Uniti (bandiera) | A     | Derrek Dickey     | 1951 | 201  | 99        |
| 42 | Stati Uniti (bandiera) | AC    | Nate Thurmond     | 1941 | 211  | 102       |
| 43 | Stati Uniti (bandiera) | AC    | Clyde Lee         | 1944 | 208  | 93        |
| 52 | Stati Uniti (bandiera) | AC    | George T. Johnson | 1948 | 211  | 93        |

## Staff tecnico
- Allenatore: Al Attles
- Preparatore atletico: Dick D'Oliva